# Port lotniczy Mactan-Cebu
Port lotniczy Mactan-Cebu – port lotniczy położony w pobliżu miasta Lapu-Lapu, na wyspie Mactan. Jest drugim co do wielkości portem lotniczym na Filipinach. W 2005 obsłużył 2 789 699 pasażerów.

## Linie lotnicze i połączenia
| Linia Lotnicza         | Kierunek |
| ---------------------- | --- |
| Aero K                 | 1. Cheongju |
| Air Busan              | 1. Pusan (od 30 marca 2025) |
| AirSWIFT               | 1. El Nido |
| Asiana Airlines        | 1. Seul-Inczon |
| Cathay Pacific         | 1. Hongkong |
| Cebgo                  | 1. Bacolod 2. Busuanga 3. Butuan 4. Cagayan de Oro 5. Calbayog 6. Camiguin 7. Caticlan 8. Clark 9. Dipolog 10. Dumaguete 11. Iloilo 12. Legazpi 13. Manila 14. Masbate 15. Ozamis 16. Pagadian 17. San Vicente 18. Siargao 19. Surigao 20. Tacloban                                               |
| Cebu Pacific           | 1. Bacolod 2. Bangkok-Don Muang 3. Butuan 4. Cagayan de Oro 5. Caticlan 6. Clark 7. Davao 8. Dumaguete 9. General Santos 10. Ho Chi Minh (od 7 kwietnia 2025) 11. Hongkong 12. Iloilo 13. Manila 14. Osaka-Kansai 15. Puerto Princesa 16. Seul-Inczon 17. Singapur 18. Tokio-Narita 19. Zamboanga |
| China Airlines         | 1. Tajpej-Taoyuan |
| China Eastern Airlines | 1. Szanghaj-Pudong |
| Emirates               | 1. Dubaj |
| EVA Air                | 1. Tajpej-Taoyuan |
| Jeju Air               | 1. Pusan 2. Daegu 3. Seul-Inczon |
| Jin Air                | 1. Pusan 2. Seul-Inczon |
| Korean Air             | 1. Seul-Inczon |
| Leading Edge           | 1. Bantayan 2. Bislig 3. Zamboanga |
| PAL Express            | 1. Bacolod 2. Borongan 3. Busuanga 4. Butuan 5. Cagayan de Oro 6. Catarman 7. Caticlan 8. Clark 9. Cotabato 10. Davao 11. General Santos 12. Iloilo 13. Manila 14. Ozamis 15. Puerto Princesa 16. Siargao 17. Tacloban 18. Zamboanga                                                              |
| Philippine Airlines    | 1. Bangkok-Suvarnabhumi 2. Davao 3. General Santos 4. Ho Chi Minh (od 2 maja 2025) 5. Manila 6. Osaka-Kansai 7. Puerto Princesa 8. Seul-Inczon 9. Tokio-Narita |
| Philippines AirAsia    | 1. Manila |
| Qatar Airways          | 1. Doha |
| Scoot                  | 1. Singapur |
| Singapore Airlines     | 1. Singapur |
| Starlux Airlines       | 1. Tajpej-Taoyuan |
| Sunlight Air           | 1. Busuanga 2. Cagayan de Oro 3. Manila 4. Siargao |
| Turkish Airlines       | Sezonowo: 1. Stambuł |
| T’way Air              | 1. Seul-Inczon |
| United Airlines        | 1. Tokio-Narita |